# Tropiorhynchus orientis
Tropiorhynchus orientis är en skalbaggsart som beskrevs av Newman 1838. Tropiorhynchus orientis ingår i släktet Tropiorhynchus och familjen Rutelidae. Inga underarter finns listade i Catalogue of Life.